# Donda 2
Donda 2 — одиннадцатый студийный альбом американского рэпера и продюсера Канье Уэста. Он был выпущен эксклюзивно на плеере Stem Player, а 29 апреля 2025 года на все площадки. Четыре песни были выпущены 23 февраля 2022 года, а все остальные — через день. Ему предшествовал сингл «City of Gods», выпущенный в феврале 2022 года; он попал в топ-50 американского чарта Billboard Hot 100. Альбом является сиквелом Donda (2021). Альбом содержит гостевые участия от XXXTentacion, Don Toliver, Фьючера, Трэвиса Скотта, Playboi Carti, Fivio Foreign, Алиши Киз, Шон Леона, Джека Харлоу, Baby Keem, Migos, Vory и Soulja Boy.

## История
В интервью Complex 4 января 2022 года генеральный директор Victor Victor Worldwide Стивен Виктор эксклюзивно сообщил журналу, что Уэст начал работу над продолжением своего десятого студийного альбома Donda (2021). Позже Виктор сказал изданию, что выход «наступит раньше, чем вы думаете». 27 января 2022 года Уэст анонсировал альбом в Instagram. Канье также упомянул, что его исполнительным продюсером будет рэпер Фьючер, с которым он ранее работал над синглом «I Won» (2014).
Музыкальный продюсер Digital Nas, который участвовал в записи треков «Junya» и «Remote Control» с первой части, рассказал, что для Donda 2 Уэст отбирает песни, которые звучат «более по-монашески». Канье сказал ему, что если песни «нельзя играть на похоронах, рождении ребёнка, выпускном, свадьбе», то они не войдут в альбом. В конце января 2022 года Digital Nas заявил, что певец Мэрилин Мэнсон ежедневно записывался на студии для Donda 2. Уэст не хочет, чтобы Мэнсон записывался на хип-хоп-инструменталы. Digital Nas сравнил творческий процесс с шестым студийным альбомом Канье Yeezus, а также сообщил, что некоторые продюсеры, участвовавшие в его создании, работали над Donda 2.
29 апреля 2025 года альбом вышел на стриминговые сервисы под псевдонимом "DONDA" с отличающимся списком композиций, и 1 мая был обновлен, включая использование нейросетей ради замены голосов других исполнителей на голос Уэста.

## Запись
12 января 2022 года Moneybagg Yo поделился перепиской между ним и Уэстом, которые подтвердили причастность первого к Donda 2. Двумя днями позже модель Трейси Миллс опубликовала видео в Instagram, в котором Уэст записывался с A$AP Rocky, the Game, Pusha T и футболистом Антонио Брауном. В нём также были замечены продюсеры Майк Дин и DJ Premier. В тот же день Уэст также записывался с Blueface. 22 января Канье вылетел в Майами, чтобы записаться с продюсером DJ Khaled. Согласно Digital Nas, рэпер и продюсер Трэвис Скотт показывал биты Уэсту для альбома.

### Песни
Открывающий альбом трек «True Love» содержит барабанную паузу, переработанную из сингла Уэста «Runaway» 2010 года, и имеет 8-битный фильтр. Он содержит гостевое участие от рэпера XXXTentacion, поющего о потерянной любви. «Broken Road» — это баллада, в которой Уэст занимается самоанализом и заявляет о своей свободе. В «Get Lost» рэпер поёт а капелла с автотюном, вспоминая о его браке с Ким Кардашьян.
«Pablo» — это энергичный трек с быстрым битом и повторяющимся хуком Уэста. «Louie Bags» — дань уважения дизайнеру Вирджилу Абло, другу Уэста. Он говорит, что перестал покупать сумки Louis Vuitton Абло после его смерти. «Selfish» — это минималистичная баллада, в которой посмертно фигурирует XXXTentacion, а Уэст анализирует, как его недостатки привели к разводу. «Lord Lift Me Up» имеет оркестровый стиль и состоит исключительно из вокала Vory.

## Продвижение
7 февраля 2022 года в Нобу Малибу было проведено частное прослушивание Donda 2, на котором присутствовали рэперы Трэвис Скотт, Offset, French Montana и Дрейк, а также модели Кендалл Дженнер и Чейни Джонс. Шесть дней спустя Уэст объявил о публичном концерте на стадионе LoanDepot парк в Майами 22 февраля, что совпало с датой выхода альбома. Билеты стали доступны на следующий день.
Кинотеатры IMAX в 15 штатах провели прямую трансляцию. 11 февраля 2022 года был выпущен совместный сингл Уэста, Fivio Foreign и Алиши Киз «City of Gods», альтернативная версия песни будет включена в Donda 2. 17 февраля Уэст объявил, что альбом не будет доступен на стриминговых сервисах и является эксклюзивом для Stem Player. По этой причине Apple разорвала спонсорскую сделку с Уэстом на 100 миллионов долларов. 28 января Уэст выложил в Instagram фотографию реконструкции горящего дома своего детства с подписью «DONDA2 COMING 2 22 22 EXECUTIVE PRODUCED BY FUTURE». Большинство изданий восприняли это как объявление даты выпуска альбома, однако релиз так и не состоялся 22 февраля.
23 февраля 2022 года состоялся выпуск четырёх песен, включая «Security», «Pablo», «Broken Road» и «We Did It Kid». Полный альбом был выпущен на следующий день.

## Оценки критиков
| Совокупная оценка    | Совокупная оценка |
| Источник             | Оценка            |
| -------------------- | ----------------- |
| Metacritic           | 48/100            |
| Оценки критиков      |                   |
| Источник             | Оценка            |
| The Daily Telegraph  | [ 30 ]            |
| Exclaim!             | 5/10              |
| Financial Times      | [ 32 ]            |
| The Guardian         | [ 33 ]            |
| HipHopDX             | 3.4/5             |
| The Line of Best Fit | 4/10              |
| Our Culture Mag      | [ 36 ]            |
| Pitchfork            | 4.3/10            |
| The Times            | [ 38 ]            |

Версия «V2.22.22 Miami» альбома Donda 2 была воспринята неоднозначно: критики назвали альбом незаконченным и ленивым по сравнению с предыдущими релизами Уэста.
Джефф Ихаза из Rolling Stone назвал альбом «сбивающим с толку» проектом, который сводит на нет зацикленность Уэста на «контроле над своим образом», осудив лирическое содержание, гостевые участия и отсутствие четкой концепции, хотя и похвалив некоторые вокальные партии. Джек Гамильтон из Slate написал о «бессмысленной» структуре песен и «фальшиво-глубокой» лирике, а также о том, что его разочаровал «халтурный» продакшн, в котором лучшие впечатления «утонули в море повторяющегося, растянутого по времени мусора». Людовик Хантер-Тилни, пишущий для Financial Times, посчитал Donda 2 «повторяющимся и неубедительным», раскрывающим « серьёзные недостатки» в творчестве Уэста и назвал «Security» хайлайтом альбома. В своей рецензии для The Guardian Алексис Петридис не одобрил отсутствие тематической направленности альбома, незаконченный продакшн и лирическое содержание за его «утомительные колкости в адрес его отчужденной жены», но признал, что некоторые моменты немного показали «подлинно блестящего продюсера», которым Уэст способен быть.
Критик The Daily Telegraph Нил Маккормик назвал Donda 2 самым слабым альбомом в карьере Уэста, увидев в нём «угрюмую, жалеющую себя и горькую» личность — «мстительные огрызания и плаксивая жалость к себе». Маккормик критиковал структуру песен и повторяющиеся рифмы, а также автотюн вокала, хотя ему понравились некоторые аккомпанирующие биты. Подчеркнув его «вялую» энергию и «подрывающий» продакшн, Стивен Лофтин из The Line of Best Fit посчитал, что альбом не представляет собой «ничего особенно откровенного», обсуждая ожидаемые, повторяющиеся темы, хотя и умеренно отдал должное продакшну. Альфонс Пьер из Pitchfork описал Donda 2 как «грубую незаконченную кучу песен», замаскированную технологической зрелищностью Stem Player. Он описал песни как «невнятные» и « непрожаренные», демонстрирующие «пару крутых моментов», но по большей части являющиеся аморфными.
В немногих рецензиях прослеживалась незначительная благожелательность. Александра Поли из Highsnobiety оставила весьма тёплые комментарии, описав альбом как пластинку о разводе, которая «может похвастаться всеми признаками» артиста, переживающего «послебрачный процесс». Поули была недовольна тем, что Donda 2 не хватает искренности, которую излучают другие альбомы на тему брака, заявив, что от него «воняет эго», которое привлекает фанатов Уэста. Мэттью Ричи из HipHopDX считает, что сосредоточенность Уэста на своей текущей драме привела к тому, что Donda 2 получился «палкой о двух концах» — музыкально цельным, но с недостаточно развитыми идеями.

## Коммерческие показатели
Donda 2 не мог попасть в чарты Billboard, такие как Billboard 200, поскольку «он недоступен отдельно от покупки одного из устройств Stem Player [Уэста] стоимостью 200 с лишним долларов». 4 марта 2022 года Billboard утверждал, что прикрепление нового альбома к физическому устройству считается «комплектацией» — практика, которую организация сочла недействительной в 2020 году и ввела правило, запрещающее считать такую тактику продажами пластинок. Уэст отпраздновал исключение альбома из чартов через свой аккаунт в Instagram, написав: «Большая победа для парня. Нас больше нельзя считать или осуждать. Мы сами создаем свои системы. Мы сами устанавливаем свою стоимость, и [sic] вчерашняя цена — это не сегодняшняя цена, детка [sic] !!!!!». Журналист Variety Крис Уиллман сообщил, что Уэст продал 39 500 Stem Players по состоянию на 18 февраля 2022 года, согласно заявлениям рэпера. Уиллман отметил, что плеер был доступен с октября 2021 года.

## Список композиций
Список композиций взят из Stem Player API, информация о треках «True Love», «City of Gods» и «Eazy» взята из Spotify.
| №                   | Название                    | Автор(ы) | Продюсер(ы)                                                     | Длительность |
| ------------------- | --------------------------- | --- | --------------------------------------------------------------- | ------------ |
| 1.                  | «True Love»                 | Марк Уильямс, Рауль Кубина, Джасей Онфрой, Джон Каннингем, Джон Роджер Бранч, Канье Уэст, Майк Дин, Питер Филлипс                                                | Канье Уэст, Джон Каннингем, Майк Дин, Ojivolta                  | 2:40         |
| 2.                  | «Broken Road»               | |                                                                 | 1:40         |
| 3.                  | «Get Lost»                  | |                                                                 | 2:35         |
| 4.                  | «Too Easy»                  | |                                                                 | 2:58         |
| 5.                  | «Flowers»                   | |                                                                 | 2:51         |
| 6.                  | «Security»                  | |                                                                 | 2:16         |
| 7.                  | «We Did It Kid»             | |                                                                 | 2:48         |
| 8.                  | «Pablo»                     | |                                                                 | 2:34         |
| 9.                  | «Louie Bags»                | |                                                                 | 3:13         |
| 10.                 | «Happy»                     | |                                                                 | 4:45         |
| 11.                 | «Sci Fi»                    | |                                                                 | 4:00         |
| 12.                 | «Selfish»                   | |                                                                 | 1:39         |
| 13.                 | «Lord Lift Me Up»           | |                                                                 | 2:09         |
| 14.                 | «City of Gods»              | Уэст, Кубина, Дин, Уильямс, Аллан Лопес, Эндрю Таггарт, Асвад Асиф, Бриттани Амарадио, Кристиан Техада, Дуэйн Абернати, Хамза Хамаль, Малик Пайпер, Макси Райлес | Уэст, Ojivolta, AyoAA, Heemz, Mav, The Chainsmokers, Tweek Tune | 4:16         |
| 15.                 | «First Time in a Long Time» | |                                                                 | 3:04         |
| 16.                 | «Eazy»                      | Уэст, Дрю Энтони Гэвин, Джейсон Тейлор, Hit-Boy, Дин | Дин, Big Duke, Cash Jones, DJ Premier, Hit-Boy                  | 3:54         |
| Общая длительность: | Общая длительность:         | Общая длительность: | Общая длительность:                                             | 47:22        |

| №                   | Название            | Длительность |
| ------------------- | ------------------- | ------------ |
| 1.                  | «True Love»         | 2:17         |
| 2.                  | «Broken Road»       | 1:41         |
| 3.                  | «Get Lost»          | 2:34         |
| 4.                  | «Keep the Flowers»  | 2:51         |
| 5.                  | «Jesse»             | 2:07         |
| 6.                  | «Too Easy»          | 2:57         |
| 7.                  | «Pablo»             | 3:00         |
| 8.                  | «Mr Miyagi»         | 2:57         |
| 9.                  | «Happy»             | 3:31         |
| 10.                 | «Security»          | 2:42         |
| 11.                 | «City of God»       | 4:16         |
| 12.                 | «530»               | 2:02         |
| 13.                 | «Scifi»             | 4:00         |
| 14.                 | «Suzy»              | 1:24         |
| 15.                 | «Burn Everything»   | 2:01         |
| 16.                 | «Louie Bags»        | 5:05         |
| 17.                 | «We Did It»         | 3:54         |
| 18.                 | «Maintenance»       | 1:13         |
| 19.                 | «Lord Lift Me Up»   | 2:10         |
| 20.                 | «First Time»        | 3:08         |
| Общая длительность: | Общая длительность: | 51:44        |

### Не указанные гостевые участия
- В песнях «True Love» и «Selfish» звучит вокал XXXTentacion.
- В песне «Broken Road» звучит вокал Don Toliver.
- В песне «We Did It Kid» звучит вокал Baby Keem, Quavo и Offset.
- В песне «Pablo» звучит звучит вокал Фьючера и Трэвиса Скотта.
- В песне «Louie Bags» звучит вокал Джека Харлоу.
- В песне «Happy» звучит вокал Фьючера.
- В песне «Sci Fi» звучит вокал Шона Леона.
- В песне «Lord Lift Me Up» звучит вокал Vory.
- В песне «City of Gods» звучит вокал Алиши Киз и Fivio Foreign.
- В песне «First Time in a Long Time» звучит вокал Soulja Boy.
- В песне «Eazy» звучит вокал the Game.
- В песне «Keep It Burning» звучит вокал Фьючера. Изначально песня присутствовала в альбоме под номером 14, однако спустя день после релиза она была заменена на «Eazy»[48].

### Сэмплы
- «Louie Bags» содержит монолог Камалы Харрис.
- «Sci Fi» содержит монолог Ким Кардашьян из Saturday Night Live.
- «Keep It Burning» содержит отрывок из «Burning Down the House» от Talking Heads.